# Сарабкіно
Сара́бкіно (рос. Сарабкино) — село у складі Сорочинського міського округу Оренбурзької області, Росія.

## Населення
Населення — 31 особа (2010; 57 у 2002).
Національний склад (станом на 2002 рік):
- росіяни — 72 %